# Іксод вологолюбний
Іксод вологолюбний (Ixodes apronophorus) — вид паразитоформих кліщів родини іксодових (Ixodidae). Паразитує на гризунах.

## Поширення
Вид поширений в Європі, Сибіру, Казахстані та Киргизстані. Мешкає у вологих біотопах: заплавах, вологих луках, болотах та інших подібних біотопах.

## Опис
Довжина тіла голодних дорослих кліщів близько 3 мм. Аурикули довгі, гострокутні; за ними гнатосома різко звужена. I і II кокси з виразними перетинчастими придатками.

## Спосіб життя
Основними хазяями всіх стадій є водяний щур (Arvicola terrestris) та ондатра (Ondatra zibethicus), але кліщі зустрічаються і на інших дрібних гризунах родин хом'якових (Cricetidae) і мишових (Muridae). У Центральній Європі Ixodes apronophorus виявлено у 6 видів гризунів.
Кліщ може бути переносником вірусу омської геморагічної гарячки та збудника туляремії (Francisella tularensis). Життєвий цикл триває 3-4 роки.